# Arthur Brooke

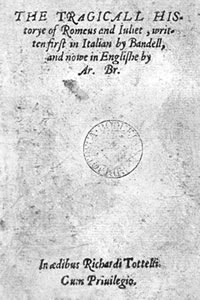
"La trágica historia de Romeo y Julieta" de Arthur Brooke.

Arthur Brooke, también conocido como Arthur Broke (1493-circa 1563) fue un poeta inglés, más conocido por haber redactado la obra The Tragical History of Romeus and Juliet (1562), considerado como la fuente principal de inspiración de Romeo y Julieta, del dramaturgo William Shakespeare. Pese a ser ostensiblemente una traducción del cuento italiano de Mateo Bandello, el poema de Brooke es una paráfrasis independiente.
En 1565, una versión en prosa de Romeo y Julieta (1567) fue publicada en The Palace of Pleasure, colección de cuentos cuyo volumen previo había aparecido en 1565 siendo editado por William Painter.